# Dioctria contraria
Dioctria contraria là một loài ruồi trong họ Asilidae. Dioctria contraria được Becker miêu tả năm 1923. Loài này phân bố ở vùng Cổ Bắc giới.